# Mykwa w Ciechanowcu
Mykwa w Ciechanowcu – murowany budynek na planie prostokąta, parterowy z poddaszem nakrytym dwuspadowym dachem, znajdujący się w Ciechanowcu. Obecnie mykwa służy celom mieszkalnym.